# Новий Гай (Люблінське воєводство)
Новий Гай (пол. Nowy Gaj) — село в Польщі, у гміні Войцехув Люблінського повіту Люблінського воєводства.
Населення — 60 осіб (2011).
У 1975-1998 роках село належало до Люблінського воєводства.

## Демографія
Демографічна структура станом на 31 березня 2011 року:
|          | Загалом | Допрацездатний вік | Працездатний вік | Постпрацездатний вік |
| -------- | ------- | ------------------ | ---------------- | -------------------- |
| Чоловіки | 29      | 5                  | 21               | 3                    |
| Жінки    | 31      | 5                  | 18               | 8                    |
| Разом    | 60      | 10                 | 39               | 11                   |